# 段正澄
段 正澄（だん せいちょう、ドワン・ジェンチェン、1934年6月15日 - 2020年2月15日）は、中華人民共和国の機械製造と自動化の専門家。江蘇省鎮江市出身。

## 経歴
1934年6月15日、江蘇省鎮江市で生まれる。1957年、 華中科技大学を卒業。同年、自身の母校である華中科技大学の機械製造と自動化学科にて助手に着任し、以後、助教授、教授と昇任した。2020年2月15日、2019新型コロナウイルスによる急性呼吸器疾患で死去。

## 受賞
- 2003年、国家科学技術進歩賞二等賞。
- 2005年、国家科学技術進歩賞二等賞。
- 2008年、国家科学技術進歩賞二等賞。

## 栄典
- 2009年、中国工程院院士。